# Công viên Stefan Żeromski ở Szczecin

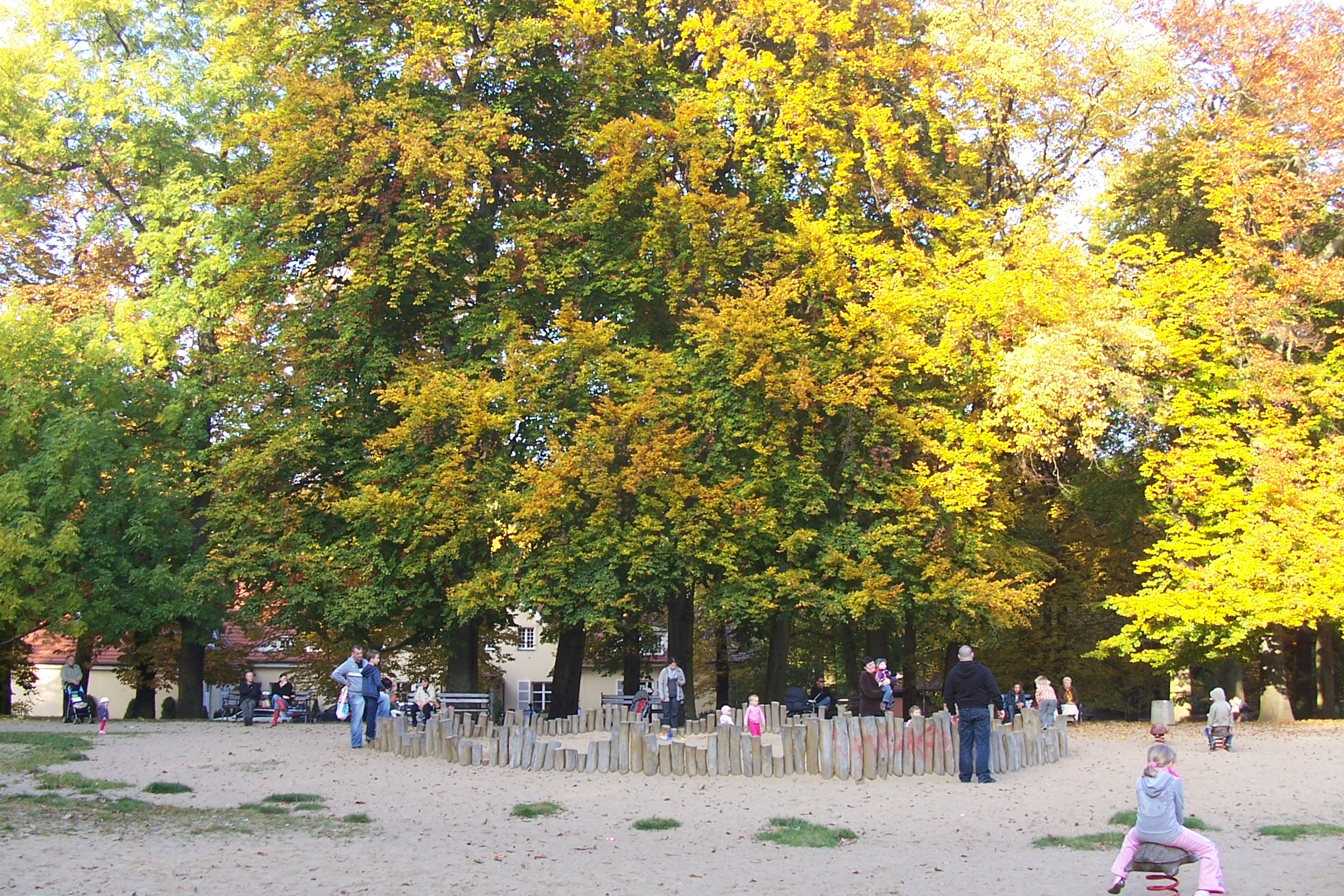
Công viên Stefan Żeromski ở Szczecin (2012)

Công viên Stefan Żeromski ở Szczecin (tiếng Ba Lan: Park im. Stefana Żeromskiego w Szczecinie) là công viên lớn thứ hai ở Szczecin, Ba Lan, với diện tích khoảng 22 ha.
Đây là một trong những kho báu của thành phố, bởi vì ở đó có sự yên bình và tĩnh lặng. Một nơi tuyệt vời để cư dân cũng như du khách nghỉ ngơi, đọc sách, hẹn hò và đi dạo cùng thú cưng. Khi đến đây, mọi người cũng thường chụp ảnh với những cây sồi siêu to khổng lồ cùng nhiều tác phẩm nghệ thuật giàu tính lịch sử của thành phố Szczecin.

## Vị trí
Công viên tiếp giáp với các phố: Matejki, Malczewskiego, Parkowa, Kapitańska, Storrady, Wawelska, Starzyńskiego và Zygmunt Stary.

## Đặc điểm nổi bật
Công viên sở hữu khoảng 177 loài và giống cây (có nhiều cây khoảng 100 năm tuổi) từ khắp nơi trên thế giới.
Dưới đây liệt kê một phần các giống cây:
- Các loài cây sồi khác nhau
- Các loài liễu
- Tulip Nhật Bản và các loài hoa Tulip khác
- Kim ngân hoa
- Cây phong lá nho
- Bồ kết ba gai
- Anh Đào Nhật Bản
- Hạt dẻ Nhật Bản và các loại hạt dẻ khác
- Cây óc chó đen và các loại óc chó khác
- Đoạn lá bạc
- Hoa hồng trắng và các loại hoa hồng khác
- Các loài cây lá kim như cây thông và cây trắc

Một số tác phẩm nghệ thuật lâu đời trong công viên:
- Tượng đài Stefan Żeromski (1978) - tác giả: Sławomir Lewiński
- Tác phẩm điêu khắc "Fontanna" (1975-1977) - tác giả: Sławomir Lewiński
- Tác phẩm điêu khắc "Macierzyństwo" (1970) - tác giả: Anna Paszkiewicz
- Tác phẩm điêu khắc "Prometeusz" (1978) - tác giả: Anna Paszkiewicz
- Tảng đá "Adam" - một tác phẩm tự nhiên

## Ảnh

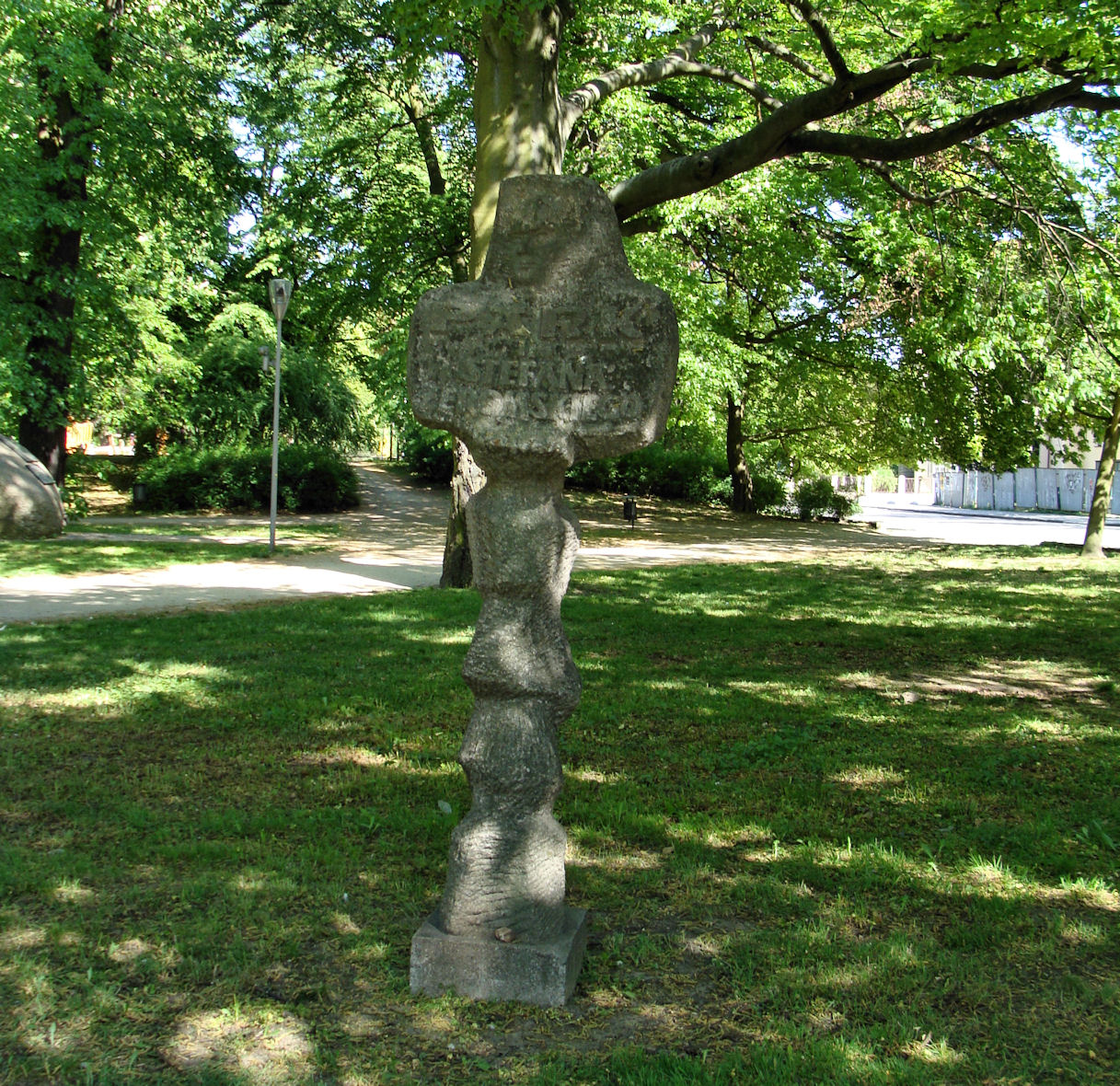
Tượng đài Stefan Żeromski (1978)
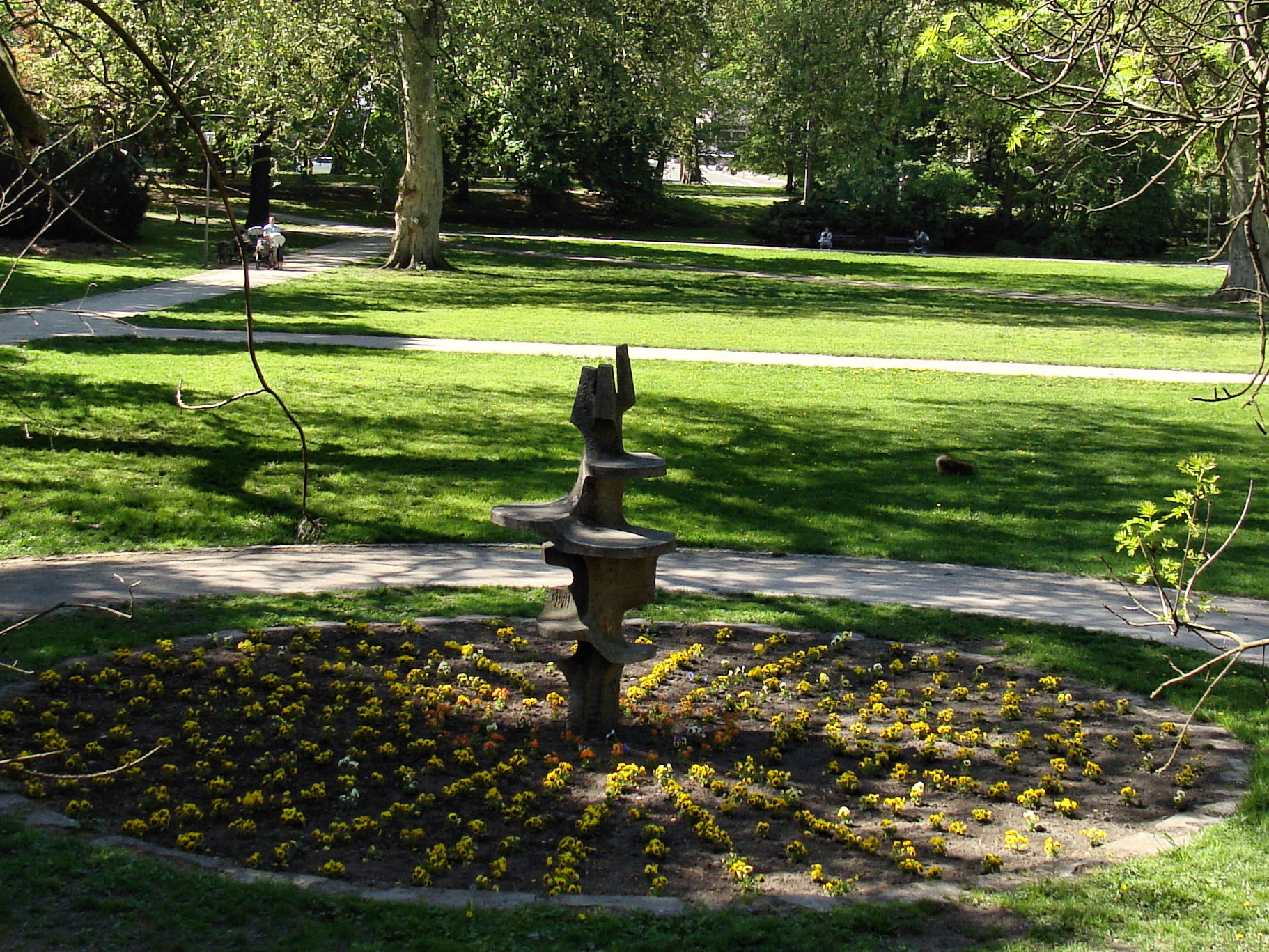
Tác phẩm điêu khắc "Fontanna" (Đài phun nước)
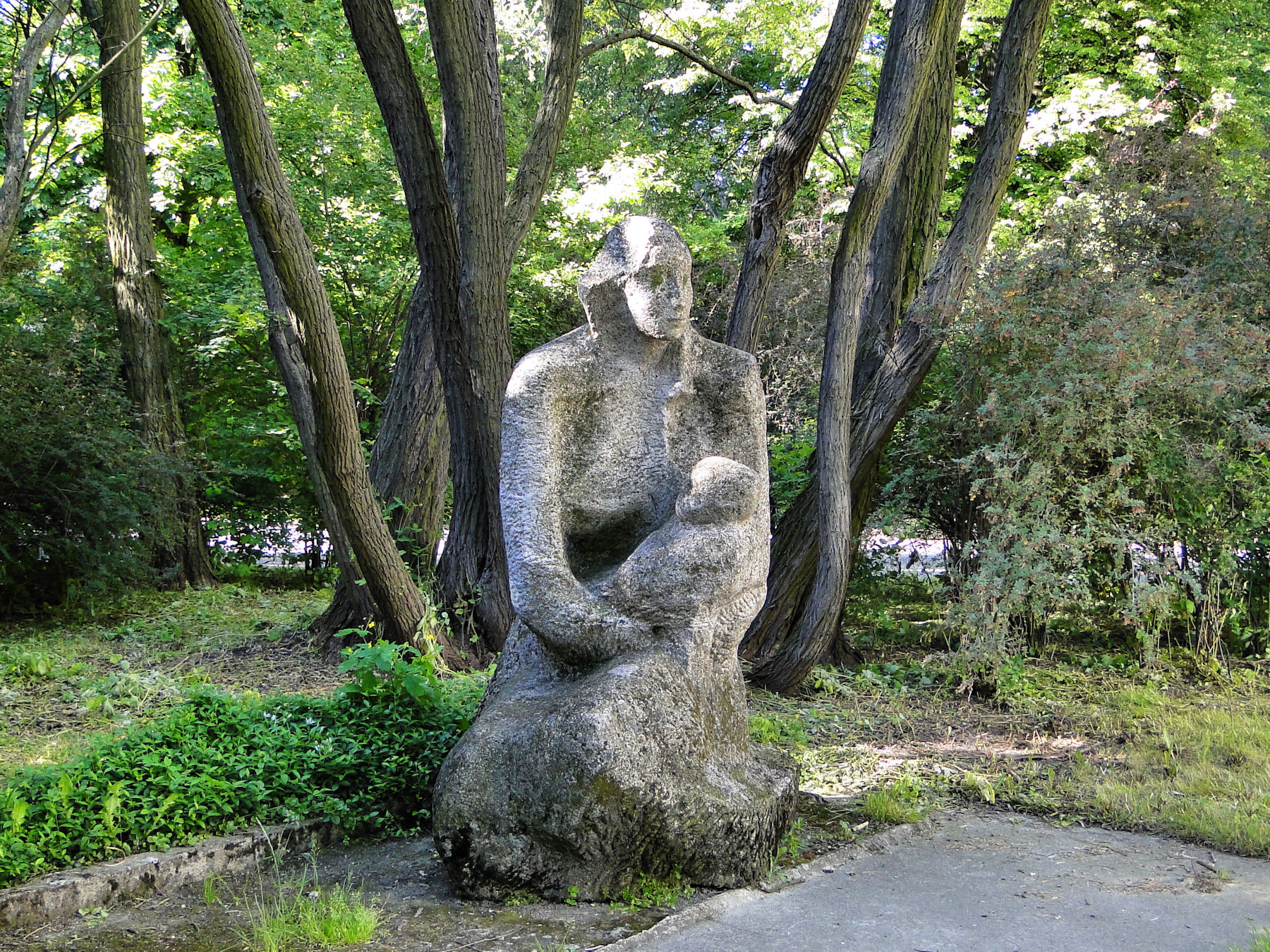
Tác phẩm điêu khắc "Macierzyństwo" (Tình mẫu tử)
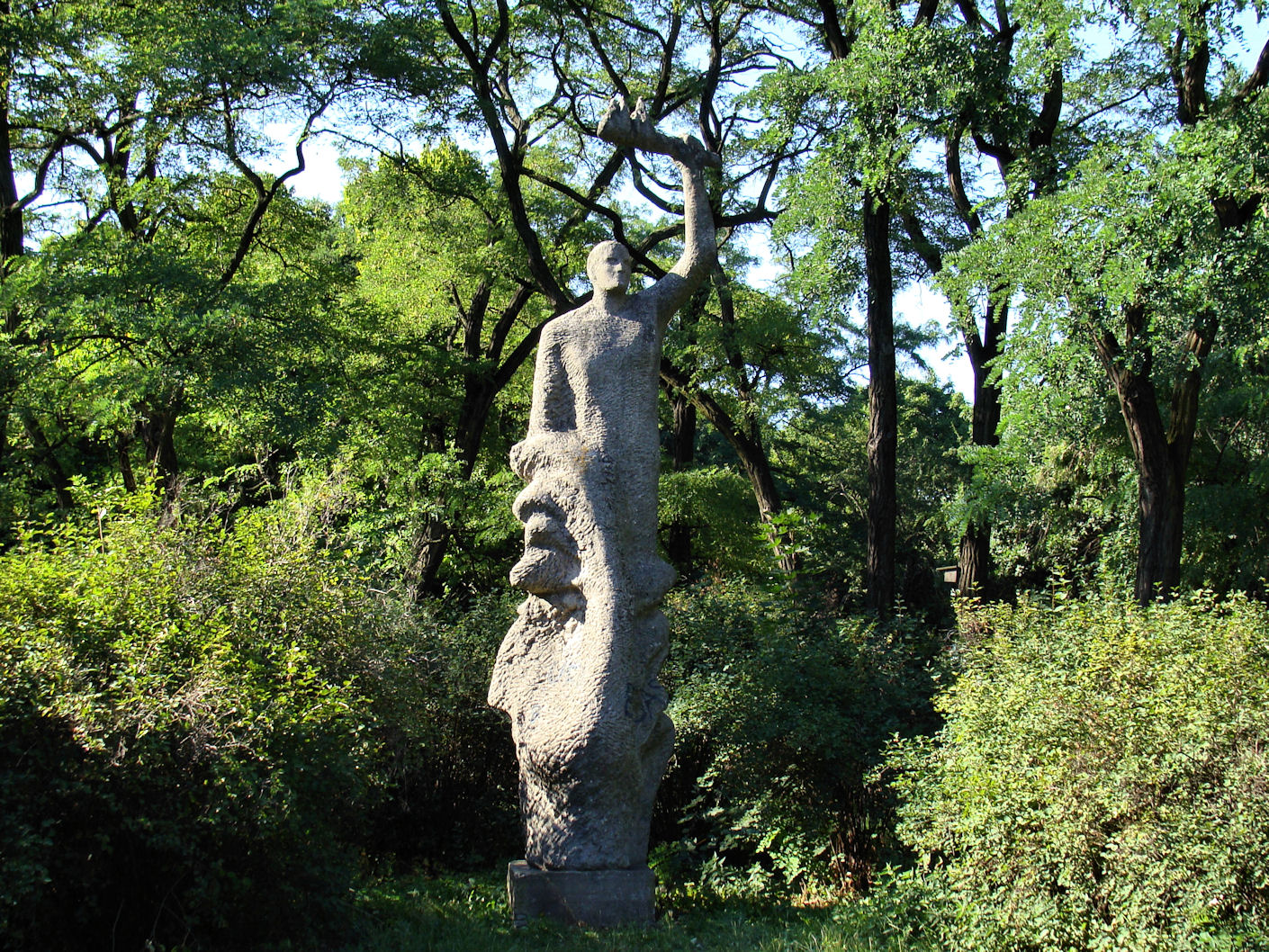
Tác phẩm điêu khắc "Prometeusz" (Prometheus)
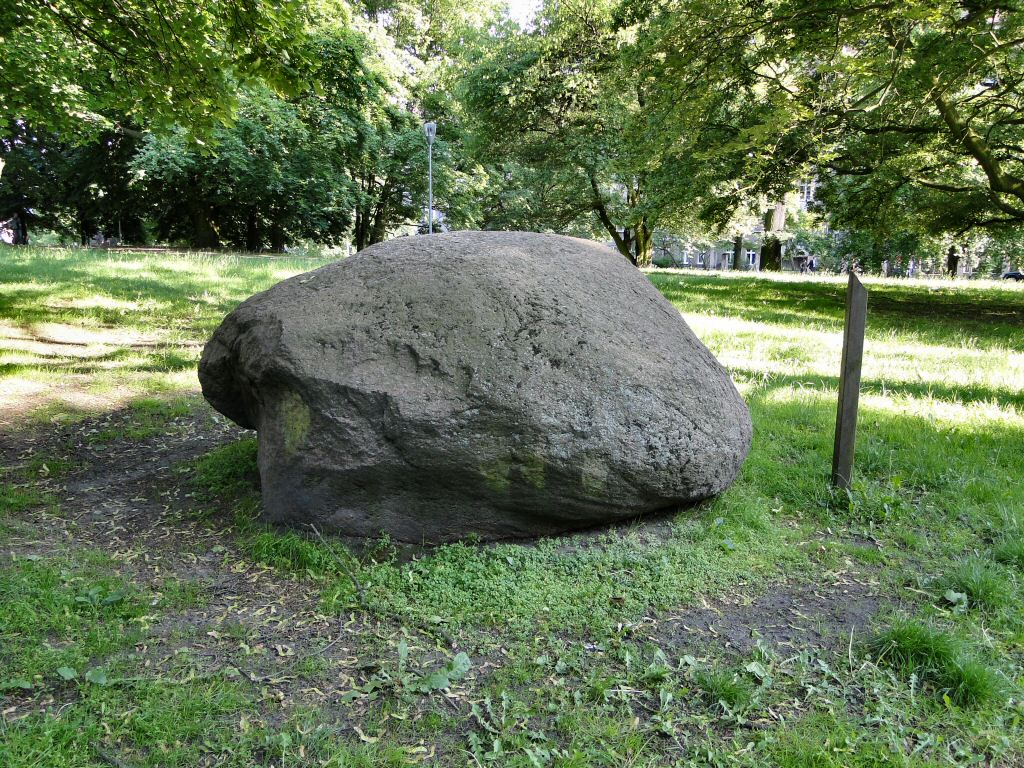
Tảng đá "Adam" - một tác phẩm tự nhiên
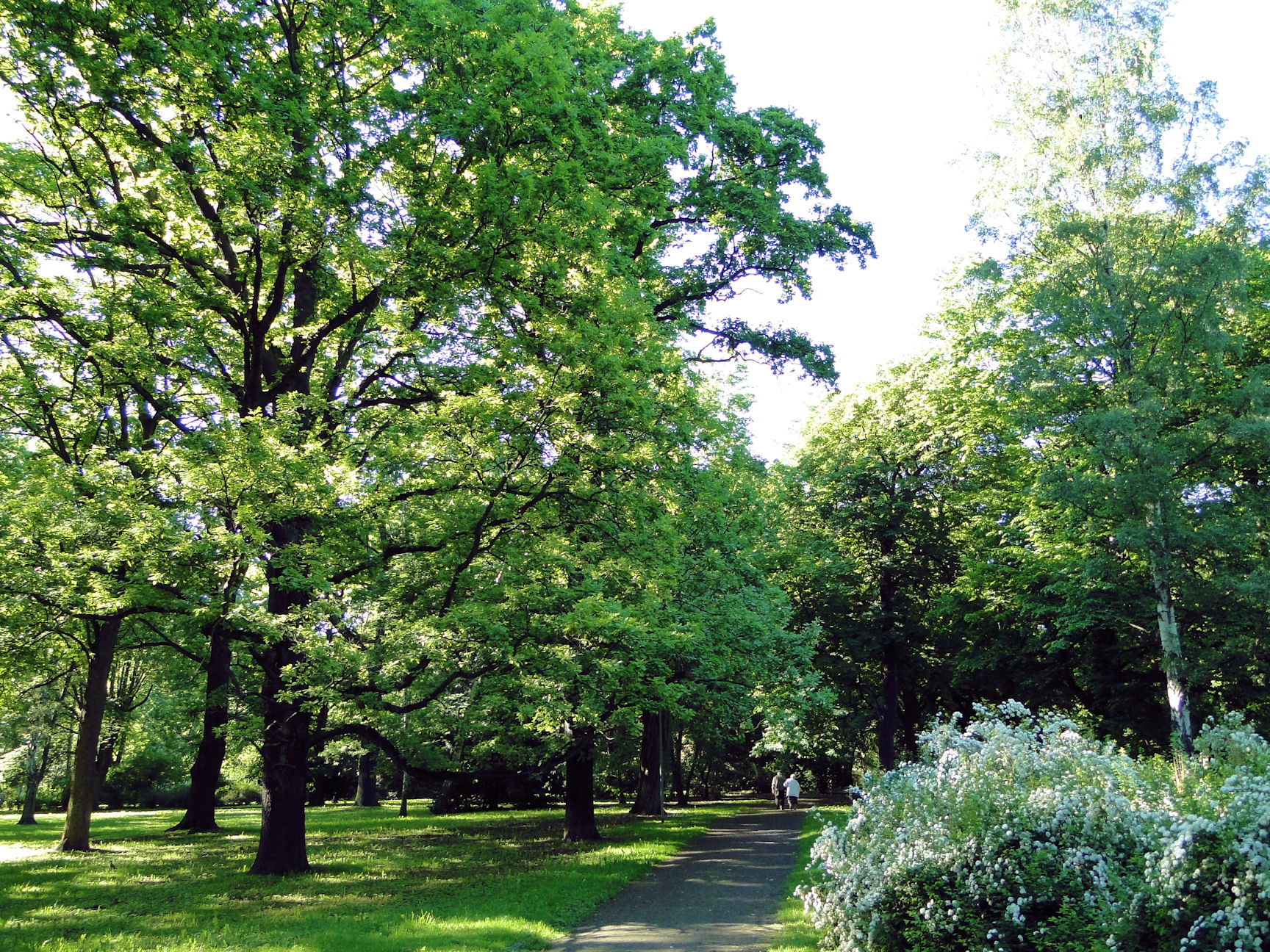
Một lối đi trong công viên
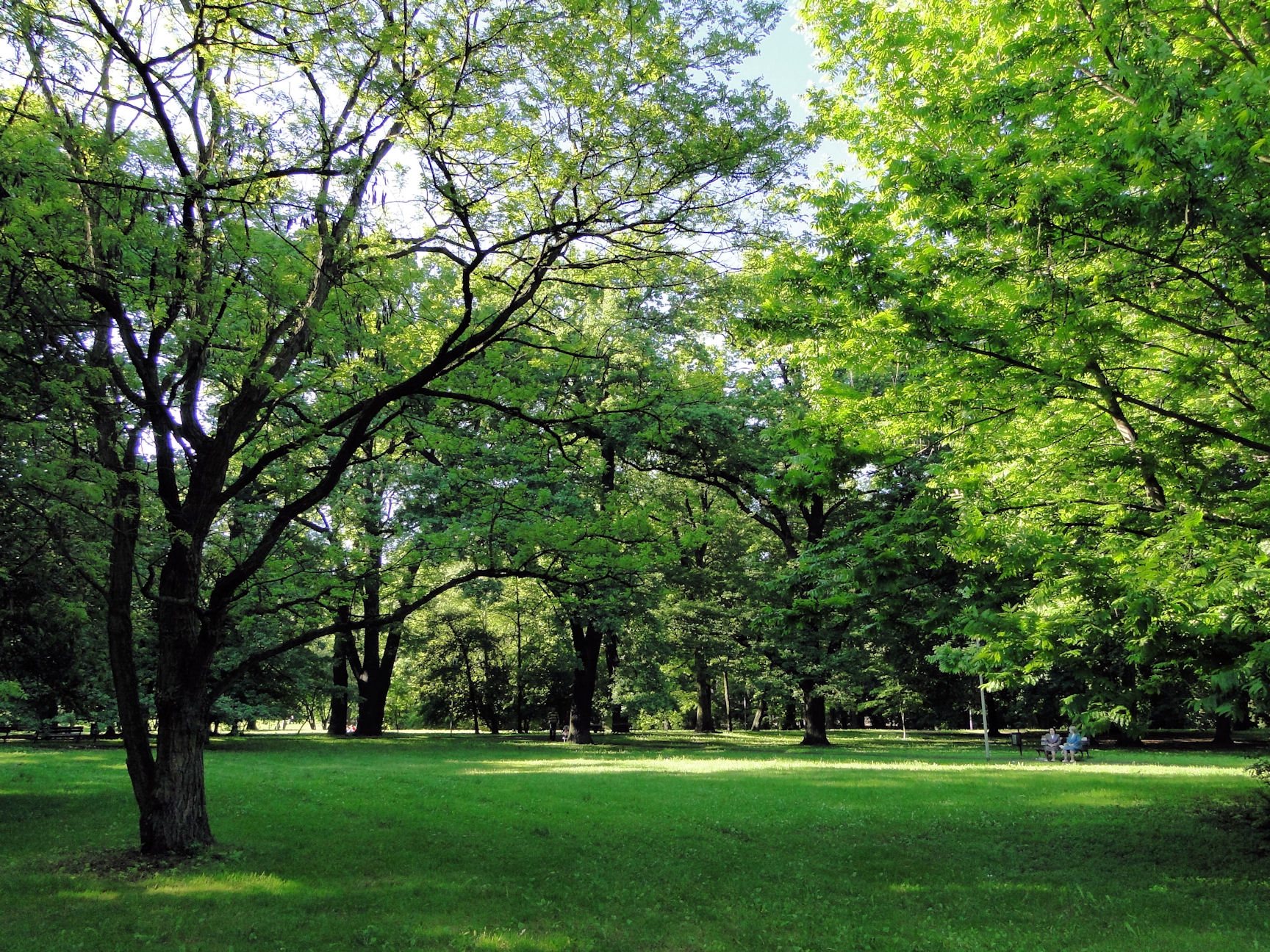
Các cây trong công viên
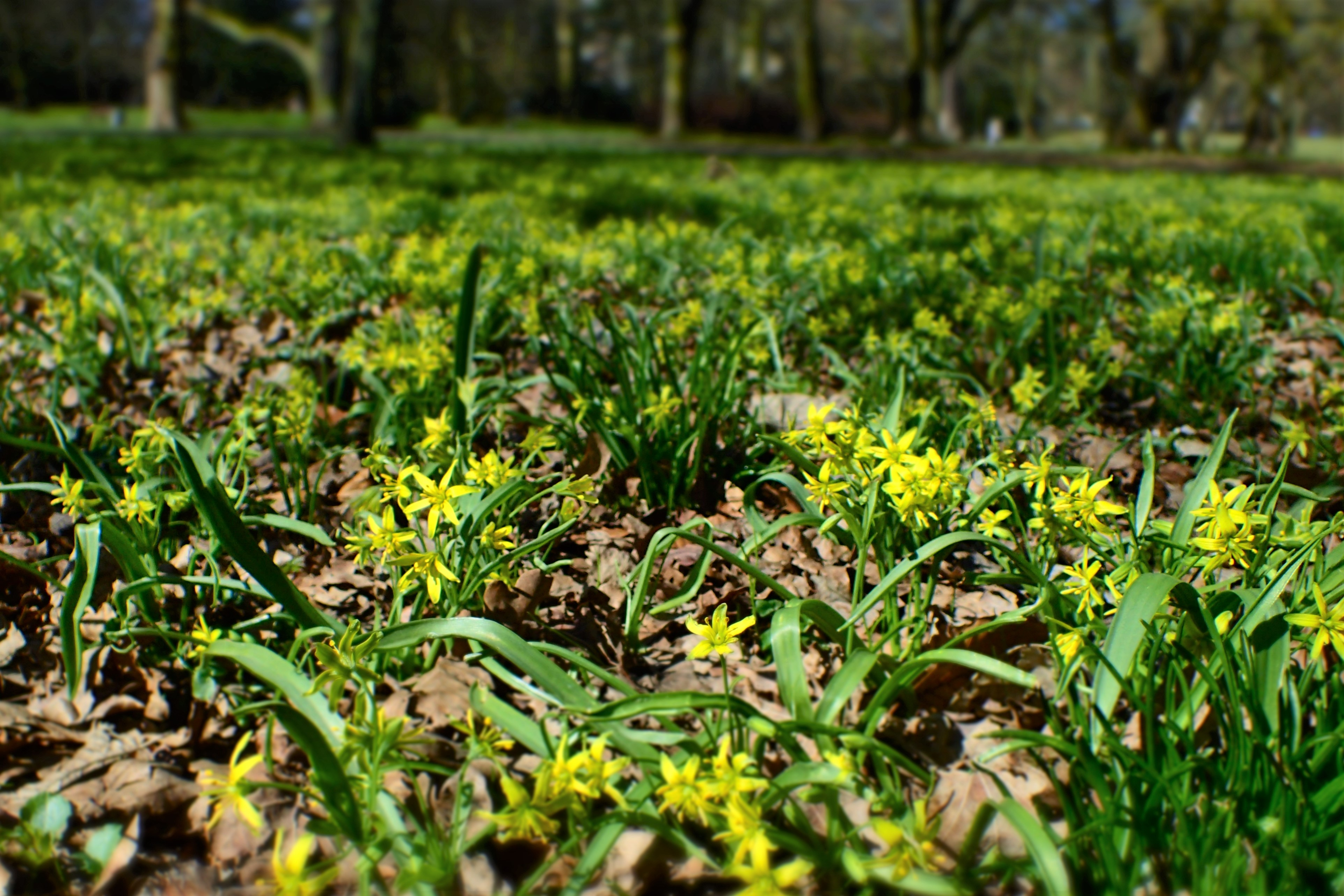
Hoa vàng trên nền cỏ xanh trong công viên